# Bodenwelle
Unter einer Bodenwelle versteht man Radiowellen einer Sendeantenne, die sich entlang der Erdoberfläche ausbreiten und ihrer Krümmung folgen. Im Gegensatz dazu breitet sich die Raumwelle von einem Sendemast geradlinig wie Licht aus und wird beispielsweise von Bergen abgeschirmt.

Abstrahlung einer oberflächennahen Bodenwelle und einer an der Ionosphäre reflektierten Raumwelle.

Die Reichweite einer Bodenwelle ist einerseits von der Frequenz und andererseits von der Bodenbeschaffenheit abhängig.

## Mittelwelle oder Langwelle
Die Bodenwelle ist bei Mittel- und Langwellensendern von großer Bedeutung. Langwellensender haben eine Bodenwellenreichweite bei durchschnittlicher Bodenleitfähigkeit von bis zu 1000 Kilometern, Mittelwellensender eine solche von 250 Kilometern, wobei der exakte Wert von der elektrischen Leitfähigkeit des Erdbodens (ein Boden mit hoher elektrischer Leitfähigkeit wie Meerwasser ergibt eine größere Bodenwellenreichweite als ein solcher mit schlechter elektrischer Leitfähigkeit wie Wüstensand), der Sendeleistung und der Art der Sendeantenne abhängt. Die Raumwelle wird in diesen Frequenzbereichen tagsüber von den absorbierenden Schichten der Ionosphäre absorbiert und gelangt nicht bis zu den reflektierenden Schichten der Ionosphäre. Nachts ist die Dämpfung geringer, weshalb sich die Reichweite beachtlich erhöht. Aus diesem Grund kann man in den Abendstunden mehr Sender im Lang- und Mittelwellenbereich empfangen als am Tage. Allerdings kann es auch zu Verzerrungen kommen, wenn Boden- und Raumwelle mit gleicher Intensität am Empfänger eintreffen. Man bezeichnet dies als Nahschwund.

## Kurzwelle
Im Kurzwellenbereich hat die Bodenwelle eine sehr geringe Reichweite und spielt nur im CB-Funk (11-m-Band) eine nennenswerte Rolle für Ortsgespräche. Die Raumwelle dagegen kann bei richtiger Frequenzwahl an der Ionosphäre reflektiert werden und wieder zurück zur Erdoberfläche wandern. Aus diesem Grund besitzen Kurzwellensender eine sehr große Reichweite und können sogar weltweit empfangen werden.

## UKW
Im UKW-Bereich ist die Reichweite der Bodenwelle vernachlässigbar, man spricht deshalb von einer Direktwelle. Deren Reichweite ist stark abhängig von der Höhe der Antenne über Grund, der näheren Umgebung (Fresnelzone) sowie der Frequenz. Im Betriebsfunk geht die Frequenzplanung von einer Reichweite von 15 km aus. Theoretisch möglich wären 30 km, darüber hinaus macht sich die Erdkrümmung bemerkbar, es fehlt die Sichtverbindung. Durch bessere Beugung längerer Wellenlängen (tiefe Frequenzen) ergibt sich z. B. für das 4-m-Band eine viel günstigere Ausbreitung als im 2-m- oder 70-cm-Bereich. Hindernisse wie Bäume oder Berge erzeugen keine scharfen Funkschatten, sie können „umströmt werden“.
Beugungseffekte am Boden und vor allem stundenweise auftretende bodennahe Inhomogenitäten der Atmosphäre, z. B. bei Inversionswetterlagen im Herbst, ermöglichen auch bedeutend größere Reichweiten. Natürlich steigt dabei die Streckendämpfung stark an, was aber innerhalb bestimmter Grenzen durch höhere Sendeleistungen und Richtantennen kompensiert werden kann. Manche hoch gelegenen UKW-Rundfunksender erreichen so verlässliche Reichweiten von bis zu 200 km. So berühren sich die nutzbaren Empfangsgebiete der Deutschlandfunk-Sender Hornisgrinde im nördlichen Schwarzwald und Sender Ochsenkopf im Fichtelgebirge. Beide Sender arbeiten mit, für UKW-Hörfunksender ungewöhnlich hohen, Sendeleistungen von rund 100 kW.
Atmosphärische Effekte sind von ihrer Natur her stark schwankend. Sie sind im kommerziellen Einsatz unerwünscht, weil sie die zuverlässig überbrückbare Entfernung nicht erhöhen und im Extremfall zu Störungen zwischen unterschiedlichen Netzen auf der gleichen Frequenz führen. Im Amateurfunk dagegen sind sie erwünscht, weil sie extrem weite Verbindungen ermöglichen können.
Im UKW-Bereich kommt es aber auch zu Reflexionen der Bodenwelle an Objekten, und dies umso eher, je höher die Frequenz ist. Kleine Metallteile an Hochhäusern können so als Spiegel der Funkwellen dienen. Generell gilt, dass wegen der besseren Beugung VHF-Frequenzen eher im ländlichen Raum bevorzugt werden. Im städtischen Umfeld sind dagegen wegen der besseren „Ausleuchtung“ UHF-Frequenzen vorteilhaft, da diese leichter von anderen Gebäuden reflektiert werden können.